# Simulium downsi
Simulium downsi är en tvåvingeart som beskrevs av Vargas, Palacios och Najera 1946. Simulium downsi ingår i släktet Simulium och familjen knott. Inga underarter finns listade i Catalogue of Life.